# Martine Paschoud
Pour les articles homonymes, voir Paschoud.
Martine Paschoud, née le 6 avril 1942 à Arzier et morte le 27 septembre 2024, est une metteur en scène et comédienne suisse.
Professeur d'interprétation à l'École romande d'art dramatique à partir de 1971 et doyenne de l'école de 1981 à 1984, elle est la première femme à diriger un théâtre à Genève, le Nouveau Théâtre de Poche, de 1984 à 1996.

## Biographie

### Origines et famille
Martine Paschoud naît le 6 avril 1942 à Arzier, dans le canton de Vaud. Son père est pasteur ; sa mère, pianiste.

### Études et parcours professionnel
Elle fait des études de lettres et de sciences sociales et politiques, sans les achever. Elle intègre lors de ce cursus la Société de Belles-Lettres. Elle étudie également à partir de 1960 à l'École romande d'art dramatique, dont elle sort diplômée en 1965. Elle y est professeur à partir de 1971, puis doyenne de 1981 à 1984,. 
Elle est directrice du Nouveau Théâtre de Poche de Genève d'avril 1984,, date à laquelle où elle succède à Gérard Carrat, au 30 juin 1996 (non-renouvellement de son mandat, par « souci de renouvellement »). Elle est la première femme à diriger un théâtre à Genève.
Elle a une certaine prédilection pour les dramaturges allemands.

### Vie privée
Elle est en couple avec la comédienne Françoise Chavaillaz,.

### Mort
Malade les dernières années de sa vie, Martine Paschoud meurt le 27 septembre 2024, à l'âge de 82 ans.

## Mises en scène
- 2016 : Le Conte d'hiver de Shakespeare, à la Comédie de Genève[12]
- 2006 : Les Analphabètes de Matthias Zschokke (avec Jacques Denis), à l'Orangerie, Genève[13],[14]
- 2000 : Un piano dans les Alpes, à la Comédie de Genève[15],[16]
- 1996 : Match et autres textes de Thomas Bernhard, au Nouveau Théâtre de Poche de Genève[17],[18],[19]
- 1993 : L'Heure bleue ou la Nuit des pirates de Matthias Zschokke, au Nouveau Théâtre de Poche de Genève[20]
- 1992 : Déjeuner chez Wittgenstein de Thomas Bernhard, au Nouveau Théâtre de Poche de Genève[21]
- 1983 : Vera Baxter de Marguerite Duras, au Centre dramatique de Lausanne (avec Yvette Théraulaz)[22],[23]
- 1974 : Jeu de sable de Michel Viala, au Théâtre de Carouge[24]
- 1967 : Le Désir attrapé par la queue de Pablo Picasso, au Théâtre du Lapin Vert[25],[26].